# 12 км (Оренбургская область)
12 км, также известен как остановочный пункт 1432 километр — населённый пункт (тип: разъезд) в Переволоцком районе Оренбургской области России. Входит в состав муниципального сельского поселения Мамалаевский сельсовет.

## География
Находится на железнодорожной линии Самара-Оренбург, на окраине центра сельского поселения села Мамалаевка, на расстоянии примерно 10 километров по прямой на запад-северо-запад от районного центра поселка Переволоцкий.

## История
Возник как поселение железнодорожников при строительстве железнодорожной линии.

## Население
| 2010 |
| ---- |
| 36   |

Национальный состав
Население составляло 32 человека в 2002 году (94 % русские).

## Инфраструктура
Путевое хозяйство Ташкентского хода Южно-Уральской железной дороги. Действует пассажирская платформа 1432 км.

## Транспорт
Автомобильный и железнодорожный транспорт.
В пешей доступности федеральная трасса М-5.